# Дейл, Дик
Дик Дейл (англ. Dick Dale, настоящее имя Ричард Энтони Монсур, англ. Richard Anthony Monsour; 4 мая 1937 — 16 марта 2019) — гитарист из США, игравший в стиле сёрф-рок. Известен как Король сёрф-гитары (англ. The King of the Surf Guitar). Занял 74 место в списке 100 величайших гитаристов всех времён по версии журнала Rolling Stone.

## Ранняя жизнь
Дейл родился в Бостоне (штат Массачусетс). В его роду были ливанцы, поляки и белорусы. В 1954 году он переехал в Калифорнию, где обучился сёрфингу и заинтересовался музыкой.

## Карьера
Начал карьеру в 1959 году, создав группу Del-Tones. Первый альбом Surfers' Choice выпустил в 1962 году, где появился сингл, вскоре ставший визитной карточкой Дейла — Misirlou. В связи с тяжелым заболеванием прервал свою карьеру, но в 1983 возобновил её и больше не прерывал. В 1994 его сингл Misirlou снова стал популярным, благодаря включению его в фильм Квентина Тарантино «Криминальное чтиво». Несмотря на свой преклонный возраст, продолжал концертную деятельность и в 2009 году отыграл 20 концертов в США (это несмотря на то, что в 2008 снова лечился от рака).

## Образ жизни и здоровье
Дейл утверждал, что никогда не употреблял алкоголь и наркотики.
В 1966 г. у него обнаружили рак прямой кишки. Джими Хендрикс, узнав об этом, в конце инструментальной песни Third Stone from the Sun в своем дебютном альбоме Are You Experienced произнес «And you’ll never hear surf music again». Но Дейла вылечили (хирургия, химиотерапия и облучение). Так как сам Хендрикс умер ещё в 1970 году, в кавере на эту песню 1996 года Дик Дейл произносит в начале: «Jimi, I’m still here. Wish you were…» (англ.: "Джими, я всё ещё здесь. Был бы ты здесь...")
В 1979 году, после плавания, он повредил ногу, у него развилась гангрена ноги, и её едва не ампутировали. После этого он стал активистом борьбы против загрязнения окружающей среды.
В 2008 г. у него снова обнаружили рак прямой кишки, но он снова поборол недуг и вернулся к творческой деятельности.

## Смерть
Дик Дейл умер 16 марта 2019 года. Сообщается, что он на протяжении долгих лет боролся с раком прямой кишки, болел диабетом и имел проблемы с позвоночником, но несмотря на все это, продолжал гастролировать. Музыкант Брайан Уилсон в своём твиттер-аккаунте написал следующее:

Мне жаль слышать новость о смерти Дика Дейла. Игра Дика на гитаре оказала большое влияние на всех нас, мы сделали кавер на Misirlou, который вошёл в наш альбом Surfin' USA в 63 году. Любовь и сострадание семье Дика.

## Творчество

### Альбомы
- Surfers' Choice (Deltone 1962)
- King of the Surf Guitar (Capitol 1963)
- Checkered Flag (Capitol 1963)
- Mr. Eliminator (Capitol 1964)
- Summer Surf (Capitol 1964)
- Rock out with Dick Dale and his Del-Tones: Live at Ciro’s (Capitol 1965)
- The Tiger’s Loose (Balboa 1983) [live album]
- Tribal Thunder (HighTone 1993)
- Unknown Territory (1994)
- Calling Up Spirits (Beggars Banquet 1996)
- Spacial Disorientation (Dick Dale Records / The Orchard 2001)

### Синглы
- Ooh-Whee Marie (Deltone 1959)
- Stop Teasing (Deltone 1959)
- Jesse Pearl (Deltone 1960)
- Let's Go Trippin' / Del-Tone Rock (Deltone 1961)
- Jungle Fever / Shake-N-Stomp (Deltone 1961)
- Miserlou / Eight 'Til Midnight (Deltone 1962)
- Mr. Peppermint Man / Surf Beat (Capitol 1962)
- Secret Surfin Spot / Surfin' and Swingin' (Capitol 1963)
- The Wedge / Night Rider (Capitol 1963)
- Mr. Eliminator (Capitol 1964)
- Let’s Go Trippin' '65 / Watusi Jo (Capitol 1965)
- «Pipeline» with Stevie Ray Vaughan, nominated for a Grammy

### Саундтреки
- Pulp Fiction Soundtrack (MCA 1994)